# タイタス・ブランブル
タイタス・マラカイ・ブランブル（Titus Malachi Bramble, 1981年7月21日 - ）は、イングランド・イプスウィッチ出身の元サッカー選手、現サッカー指導者。現役時代のポジションはDF（センターバック）。

## 経歴

### イプスウィッチ
地元のクラブ、イプスウィッチ・タウンFCでキャリアをスタート。1998-99シーズンにデビューを飾り、翌シーズンはコルチェスター・ユナイテッドFCへ期限付き移籍となった。

### ニューカッスル
2002年7月12日、プレミアリーグのニューカッスル・ユナイテッドFCに移籍。足首の負傷を懸念されていたが、最終的に移籍金500万ポンドで加入が成立した。ここではイプスウィッチ時代のチームメートであるキーロン・ダイアーと再会。GKシェイ・ギヴンらと共にDFラインを形成したが、ジャン＝アラン・ブームソンとのセンターバック陣は安定感に欠け度々批判の対象となった。
2007年5月16日、新監督サム・アラダイスによって契約を更新しないことを通達され、シーズン終了後にフリーエージェントとなった。

### ウィガン
同年6月4日、ウィガン・アスレティックFCに3年契約で入団が決定。
同クラブではイージーなミスが影を潜め、2008-09シーズンにはチームMVPを含む、ファンが選ぶ年間表彰4冠に輝いた。

### サンダーランド
2010年7月23日、ウィガン時代の恩師スティーヴ・ブルースが監督を務めるサンダーランドAFCに3年契約で移籍した。2012-13シーズン終了をもってクラブを退団。ウェストハム・ユナイテッドFCでトレーニングを行い、古巣イプスウィッチ・タウンへの復帰も視野に入れていたが、契約には至らなかった。

### 現役引退後
現役引退後はイプスウィッチ・タウンU-11の監督に就任。2014年11月、人種的な少数派を一定以上コーチングスタッフに登用すべきだとするルーニー・ルールに対して、元チームメートで同クラブU-16の監督を務めるキーロン・ダイアーと共に異議を唱えた。

### 現役復帰
2017年8月11日、イースタン・カウンティ・フットボールリーグ（9部相当）のストウマーケット・タウンFCと1年契約を締結し現役に復帰した。

## 人物
2010年9月22日、実兄と共にニューカッスル市内のホテルで19歳の女性を暴行したとして警察に逮捕された。ニューカッスル市警察の発表によると、この日の早朝に市の中心部にあるホテルで暴行を受けたと通報を受けた警察が出動し、この2人を容疑者として逮捕・連行したという。なお、この件は後に不起訴となっている。
2011年9月28日、性的暴行と薬物所持の容疑により逮捕されたことが明らかになった。
2014年11月、身分証明の照会書類が提供できなかったため12か月の運転免許停止処分となった。